# Église de Valtimo
L'église de Valtimo (finnois : Valtimon kirkko) est une église luthérienne  située à Valtimo en Finlande,.

## Architecture
L'édifice est conçu par  A.E. Ollilainen et construit en 1901 et inauguré le 25 août 1907.
L'église est rénovée en 1931 par Kauno Kallio.
Le retable, peint en 1931 par Eino Härkönen, représente le Christ sur la croix.
En plus du retable l'église a 33 décorations et reliefs.
Le peintre J. O. Raja-Aho a sculpté les reliefs représentant les évangélistes et Urho Lehtinen a réalisé les autres décorations.
La plus grande décoration, de 6 mètres de long et 3 mètres de large, est peinte sur la voûte.
On y voit la Sainte Trinité, le Père, le Fils et le Saint-Esprit.
Sur les côtés de la chaire sont représentées les trois vertus principales: l'espoir, la foi et l'amour.
Autour de toute l'église on peut voir les évangélistes Matthieu, Marc, Luc et Jean.